# HD135730
HD135730 — хімічно пекулярна зоря спектрального класу A2, що має видиму зоряну величину в смузі V приблизно  6,3.
Вона  розташована на відстані близько 262,0 світлових років від Сонця.